# 쿠라야미신츄우소우시소우아이
《암암심중상사상애》(일본어: 暗闇心中相思相愛)은 2009년 8월 26일 킹 레코드에서 발매된 싱글 앨범이며, 애니메이션《안녕, 절망선생》의 삽입곡을 수록한 앨범이다. 일본의 성우인 카미야 히로시와 코바야시 유우가 불렀으며, 앨범 자켓디자인은 모리오카 히데유키가 하였다.

## 수록곡
1. 암암심중상사상애(暗闇心中相思相愛)
노래：카미야 히로시
작사：타다노 아츠미／작곡：하시모토 유카리
2. 프라이빗 레슨(プライベイトレッスン)
노래：코바야시 유우
작곡：코다마 사오리／작곡 : 카와이 히데츠구
3. 암암심중상사상애 Off Vocal(暗闇心中相思相愛 歌無し)
4. 프라이빗 레슨 Off Vocal(プライベイトレッスン 歌無し)